# Hans Tietgens
Hans Tietgens (* 17. Mai 1922 in Langenberg; † 8. Mai 2009 in Eschborn) war ein deutscher Erwachsenenbildner.

## Werdegang
Hans Tietgens begann 1941 sein Studium der Geschichte und Literaturwissenschaft an der Westfälischen Wilhelms-Universität in Münster und war von 1942 bis 1945 Soldat. Danach setzte er sein Studium mit den Fächern Germanistik, Geschichte, Psychologie, Philosophie an der Universität Bonn bis 1949 fort. Er promovierte 1949 in Neuerer Literaturwissenschaft mit dem Thema „Möglichkeit einer Zeitgestalt-Untersuchung, dargestellt an Gottfried Kellers Die Leute von Seldwyla“. Während des daran anschließenden sozialwissenschaftlichen Studiums in Hamburg war Hans Tietgens bereits als Kursleiter in den Volkshochschulen Bonn und Hamburg tätig.
Von 1952 bis 1955 war er Bundessekretär des Sozialistischen Deutschen Studentenbundes (SDS) und von 1954 bis 1955 hauptberuflicher Mitarbeiter an der Heimvolkshochschule Hustedt.
Bevor er die Leitung der Pädagogischen Arbeitsstelle des Deutschen Volkshochschul-Verbandes (1960–1991) übernahm, war er Pädagogischer Leiter im Landesverband der Volkshochschulen in Niedersachsen (1956–1957) bzw. Bundestutor des Jugendreferentenprogramms im DVV (1957–1963). Durch sein Wirken an der Pädagogischen Arbeitsstellen des Deutsches Volkshochschul-Verbandes hat er sehr große Bedeutung für die Entwicklung der deutschen Volkshochschulen, aber auch für die theoretische sowie praktische Entwicklung der ganzen Erwachsenenbildung in Deutschland.
Von 1979 bis 1991 war der Nestor der deutschen Erwachsenenbildung auch als Honorarprofessor an der Philipps-Universität Marburg tätig.
Seit 1954 war Hans Tietgens mit der Lehrerin Eva Sens verheiratet, sie hatten zwei Kinder.

## Ehrungen
- 1972: Silberne Medaille der Humboldt-Gesellschaft

## Schriften
- Erwachsenenbildung zwischen Romantik und Aufklärung, 1969, Vandenhoeck & Ruprecht, Göttingen, ISBN 3-534-07991-4.
- Erwachsene im Feld des Lehrens und Lernens, mit Johannes Weinberg, 1975, 1. Aufl., unveränd. Nachdr., Westermann, Braunschweig, ISBN 3-14-167088-9.
- Einleitung in die Erwachsenenbildung, 1979, Wissenschaftliche Buchgesellschaft, Darmstadt, ISBN 3-534-07991-4.
- Indirekte Kommunikation, Ausgewählte Beiträge 1968 bis 1996, 1997, Klinkhardt, Julius, ISBN 3-7815-0881-1.
- Ideen und Wirklichkeiten der Erwachsenenbildung in der Weimarer Republik, 2001, Klartext-Verlagsgesellschaft, ISBN 3-88474-926-9.